# 모니미아과
모니미아과(Monimia科, 학명: Monimiaceae 모니미아케아이[*])는 녹나무목의 과이다. 모니미과로도 알려져 있다. 27속 250여 종의 관목과 작은 나무들이 남반구 열대·아열대 지역에 분포한다.
가장 큰 속은 마다가스카르와 마스카렌 제도 그리고 코모로에서 50여 종이 자라는 탐부리사속(Tambourissa)이다. 모식속은 모니미아속(Monimia)으로 마스카렌 제도가 원산지이다.
이 과의 발생에 관한 가장 초기의 화석은 남극 대륙에서의 백악기 후기의 화석이다.

## 하위 분류
- 모니미아아과(Monimioideae Raf.)
- 몰리네디아아과(Mollinedioideae Thorne)
- 호르토니아아과(Hortonioideae Thorne & Reveal)

## 계통 분류
2016년 APG IV 분류 체계에서는 모니미아과를 목련군 녹나무목 아래에 분류하며, 이는 2009년 APG III 분류 체계, 2003년 APG II 분류 체계 및 1998년 APG 분류 체계의 분류와 동일하다.